# シルバージェット
シルバージェット(Silverjet)は、イギリス連邦ロンドンに本拠地を置いていた、全席ビジネスクラスの格安航空会社である。

## 歴史
シルバージェットは、2004年にローレンス・ハントらによって設立された。2006年10月にはイギリスのチャーター便運航会社であるフライジェット航空から2機のボーイング757型機と、1機のボーイング767機型を購入した。これにより、運航免許も付随する形で獲得することとなった。
同じく10月からは公式サイトでの予約受けつけをスタートし、普通運賃（ビジネスクラス）を999英ポンド（日本円で約25万円弱）に設定した。
2007年1月25日、ロンドン・ルートン空港―ニューアーク・リバティー国際空港間の運航を1日1往復で開始した。9月には同路線を1日2往復へ増便した。
2007年12月にはUAEへのビジネス需要に応える形でロンドン・ルトン空港―ドバイ国際空港線を開設した。
12月24日に、同じビジネスクラス専用の格安航空会社であるマックスジェットが運航を停止したが、その際に取り残された乗客のためにシルバージェットも協力して代行輸送にあたった。
2008年5月30日、原油価格高による航空燃料の高騰などにより経営が悪化、運航を停止することとなった。
2008年6月10日、アイルランドのKingplace社がシルバージェットの買収を行ったものの、
2008年6月13日、同社は再び売却する模様。

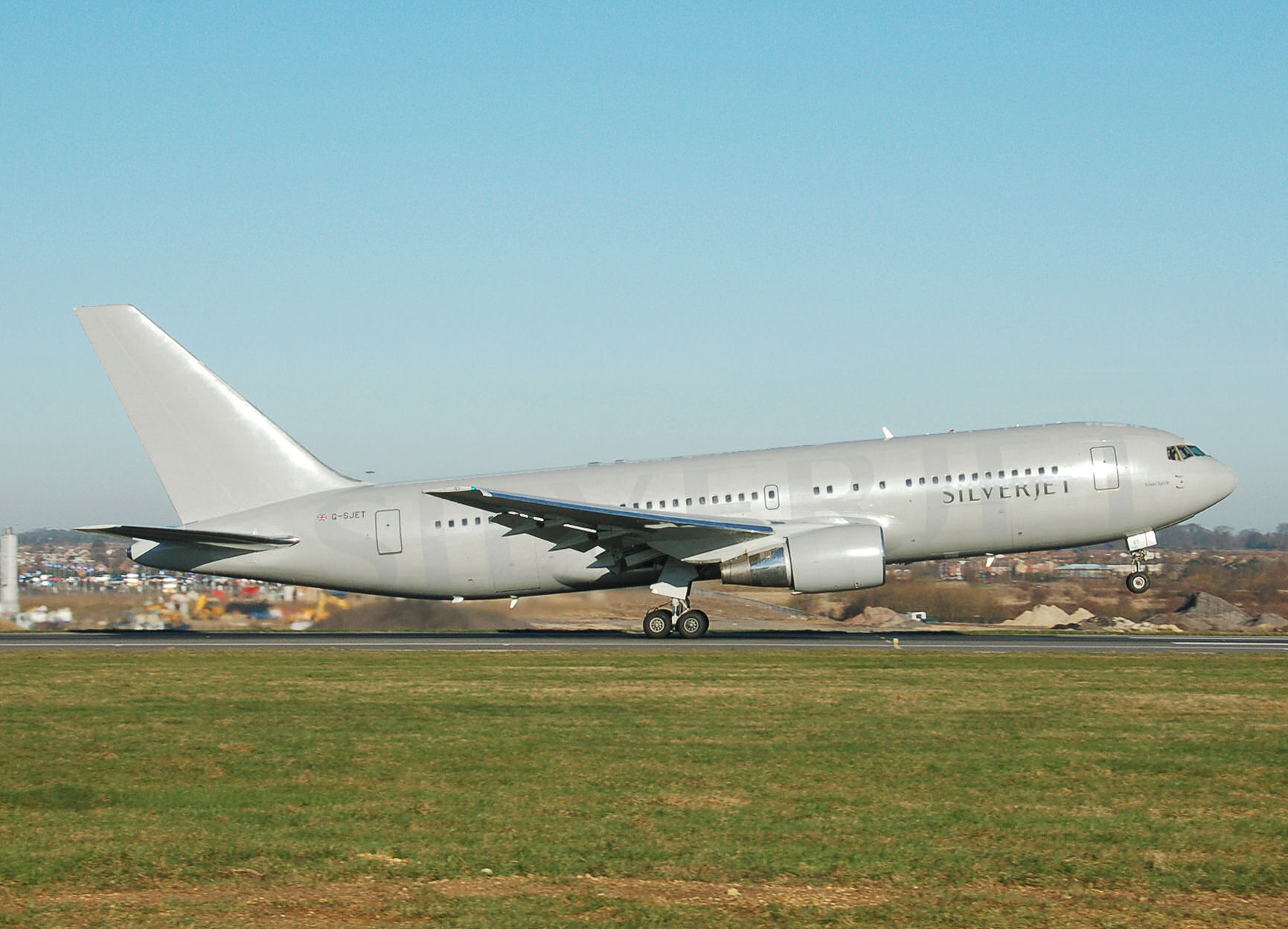
ロンドン・ルートン空港を離陸するシルバージェットのボーイング767-200ER

## CO2削減料金
シルバージェットは世界で初めてCO2排出に対する対策料金を設定した会社である。
当初は運賃に初めから約5英ポンド（日本円で約1300円程度）ほどの料金を含めた上で販売していたが、のちに購入時に顧客が支払うかどうかを任意で選べるように変更された。
この料金の設定について、CEOのローレンス・ハントはフィナンシャル・タイムズのインタビューに対し、「ただ乗って、考えているだけでは、地球温暖化は他人事に過ぎない（実行することが大切だ）。」とコメントしている。
この制度により、シルバージェットは「環境を意識したエアライン2007」として表彰されている。

## プライベート・ターミナル
シルバージェットは、ロンドン・ルートン空港において、唯一同社専用のターミナルを持っていた。30分前までに到着すればよく、ラウンジで係員が一人一人受付を対応してくれるサービスもあった。また、バレーパーキングサービスをも実施していた。
また、ニューアーク・リバティー国際空港においても通常のチェックインデスクから離れた専用デスクを用意していた。ドバイ空港ではエグゼクティブ専用チェックインデスクを使用していた。

## 目的地
- イギリス連邦
  - ロンドン・ルートン空港

- アメリカ合衆国
  - ニューアーク・リバティー国際空港

- アラブ首長国連邦(UAE)
  - ドバイ国際空港

## 保有機材
- ボーイング767-200    3機